# 三澤澄也
三澤 澄也（みさわ すみや、1989年4月24日 - ）は、九州朝日放送（KBC）のアナウンサー。東京都東久留米市出身。

## 来歴・人物
東京学芸大学附属小金井中学校、立教新座高等学校、立教大学コミュニティ福祉学部を経て2012年に九州朝日放送入社。同期アナウンサーは吉田沙織。大学時代は硬式野球部に所属。趣味は筋トレ、血液型はB型。10歳離れた姉がいる。
2015年に井上陽水と石川セリの次女（依布サラサの妹）と結婚。
2021年2月ツイッターを開始。
2021年6月13日の福岡ソフトバンクホークス対東京ヤクルトスワローズ戦のラジオ実況中、ウラディミール・バレンティンが「見逃し三振」に倒れた瞬間に「見逃し三筋」と発言。その後、PAO~N内コーナー『ホークス・マン・オブ・ザ・ウイーク』にてネタにされ当該放送週及び年間大賞1位となっただけではなく、自身の実況スタイルも含め関係各所から多数の苦情及び批判を受けた。PAO~Nの放送内にて、沢田幸二（KBCエグゼクティブアナウンサー）が三澤の話題の時に、三澤が熱心に筋肉トレーニングを継続していることと、野球実況時の不穏当な発言を繰り返しネタとして弄っている。KBC公式がXで発信している「KBCマンガ」にてネタにされた事がある。
アサデス。KBC本放送終了後にどこでもアサデス。にて配信されているアフタートークに出没する事がある。（基本的に木曜日が多い。）

## 現在の担当番組
テレビ
- KBCニュース（不定期出演）
- アサデス。７（メインMC）
- アサデス。GOLD（メインキャスター）

ラジオ
- KBC朝日新聞ニュース
- ヒルマニ（2023年4月 - 毎週水曜日担当（2023年度のみ木曜日も担当））

## 過去の担当番組
- アサデス。KBC
- 9ヂカラ（火曜日担当、2013年1月 - 2014年3月）
- 週末まるごと!よくばりミルキィ（2013年4月 - 2015年9月）
- らぶチャンネル
- モノ見遊さん〜ここは絶対ハズせない!（2014年7月 - 12月）
- 居酒屋 清子（木曜 19時00分 - 22時00分）
- ドォーモ-2018年3月までは長岡大雅の代理として出演することが多かった。2018年4月2日深夜放送分からシリタカ!に異動になった長岡の後任でMCに昇格した
- 各種スポーツ中継（野球、マラソン、ゴルフの実況、リポート担当）